# Sabugy Futebol Clube
Sabugy Futebol Clube é uma agremiação esportiva brasileira, sediado na cidade de Santa Luzia, no estado da Paraíba. Atualmente disputa o Campeonato Paraibano da Segunda Divisão.

## História
O Sabugy foi fundado em 9 de abril de 1923. Seu primeiro presidente foi Manoel Bianor de Freitas. Em 7 de setembro de 1923, realizou sua primeira partida, com vitória sobre o São Mamede Esporte Clube, pelo escore de 1 x 0. O time estava escalado com: Gil Gonçalves, Manoel Medeiros, Solon Machado, Chico Graciano, Manoel Pequeno, Aderbal Vilar, Chico Soares, Moacir Medeiros, Manoel Bianor de Freitas, Manoel Benício e Noberto Baracuy.
Até os idos de 1960, Luís Marinho destaca as vitórias obtidas em Caicó e São José do Seridó (Rio Grande do Norte), inclusive vencendo por duas vezes o selecionado de Caicó. Obteve um troféu em disputa com um quadro da cidade de Patos, e por fim foi campeão do certame organizado por equipes de São Mamede, Juazeirinho, Santa Luzia e Soledade.

## Estádio
- O 1º campo do Sabugy foi construído na área onde se encontra o Grupo Escolar Coelho Lisboa (por onde passava a antiga rodagem).
- O 2º campo do Sabugy, a partir da casa do Sr. Sabino Eugênio (atual Loja Criart), foi inaugurado a 12 de dezembro de 1928, com um embate entre o nosso Sabugy, e o Vila Nova de Caicó, tendo o Sabugy vencido por 3 x 0.
- O 3º campo do Sabugy – quando o açude novo sangrou pela primeira vez em 12 de março de 1934, as águas invadiram o local do 2° campo, tornando-se inviável os jogos nesse local. Foi escolhido então um novo local (o atual), que foi construído na área pertencente ao major Inácio Machado, cuja escritura de doação foi lavrada pelo seu filho, Jovino Machado da Nóbrega, tendo posteriormente recebido o nome de “Machadão” em homenagem ao seu filho Augusto Machado da Nóbrega.
- Em 2021, para a disputa da Segunda Divisão estadual, o clube realizará seus treinos na Vila Olímpica Plínio Lemos e manda seus jogos no estádio Amigão, ambos em Campina Grande[2][3], uma vez que o Machadão não possuía condições de receber partidas da competição e o José Cavalcanti, em Patos, não foi liberado.

## Desempenho em competições oficiais

### Campeonato Paraibano - 2ª divisão
| Ano  | Posição        |
| 2005 | 7º             |
| 2014 | 8º             |
| 2015 | 11º            |
| 2016 | 8º             |
| 2018 | 10º            |
| 2019 | 10º            |
| 2021 | 9º             |
| 2022 | 7º             |
| 2023 | 9º (Rebaixado) |

### Campeonato Paraibano - 3ª divisão
| Ano  | Posição |
| 2024 | 3º      |